# فرایزنگ
شهر فرایزنگدر ایالت بایرن در کشور آلمان واقع شده‌است.